# 御中虫
御中 虫（おなか むし）は日本の俳人。大学在学中に龍谷大学現代俳句講座を受講、句作をはじめる。2010年、第3回芝不器男俳句新人賞受賞。「夏雲を食ふ夏雲を食ふ夏雲」「一滴一罪百滴百罪雨ハ蛙ヲ百叩キ」など、定型に囚われない挑戦的なスタイルが評価された。同年万葉千人一首俳句の部グランプリ受賞。第14回毎日新聞俳句大賞小川軽舟選秀逸入選。2011年、第一句集『おまへの倫理崩すためなら何度（なんぼ）でも車椅子奪ふぜ』刊行。
2012年第2回北斗賞佳作。同年3月、第19回西東三鬼賞秀逸入選。文学の森俳句界賞受賞及び第14回尾崎放哉賞入選。同月、第二句集『関揺れる』刊行。同書は長谷川櫂の『震災句集』に対する批判的意識から、自分の「震災句集」を作ることを意図してツイッター上に一晩で発表された125句をまとめたもので、いずれの句も「関揺れる」を「新季語」として詠み込んでいる。「関」は交流のある俳人関悦史のことで、関が東日本大震災において茨城県の自宅で被災し、その後も頻繁に地震が起こるたびにツイッターで揺れを報告していたことが、自身は被災していない作者の唯一の震災体験であるとして句集のモチーフとしたものである。
「御中虫」の名は『古事記』に登場する天御中主命（あめのみなかぬしのみこと）から取ったもの。結社には無所属。

## 著書
- 『おまへの倫理崩すためなら何度でも車椅子奪ふぜ』（愛媛県文化振興財団、2011年）
- 『関揺れる』（邑書林、2012年）